# Гусейнов, Гасум Расул оглы
Гасум Расул оглы Гусейнов (азерб. Qasım Rəsul oğlu Hüseynov; 17 апреля 1925 года, Нахичеванская АССР — 15 ноября 1958 года, Нахичеванский район) — советский азербайджанский овцевод, Герой Социалистического Труда (1948).

## Биография
Родился 17 апреля 1925 года в селе Суст Нахичеванской АССР (ныне Бабекский район Нахичеванской АР Азербайджана). 
Начал трудовую деятельность рядовым колхозником в 1942 году в колхозе «26 бакинских комиссаров» Нахичеванского района. Позже звеньевой, заведующий фермой и чабан.
В 1947 году достиг высоких показателей в области животноводства.
Указом Президиума Верховного Совета СССР от 17 августа 1948 года за получение высокой продуктивности животноводства Гусейнову Гасуму Гусейн оглы присвоено звание Героя Социалистического Труда с вручением ордена Ленина и золотой медали «Серп и Молот».
Скончался 15 ноября 1958 года в родном селе.